# Robert Lamoureux
Robert Lamoureux (n. 4 ianuarie 1920, Paris, Île-de-France, Franța – d. 29 octombrie 2011, Boulogne-Billancourt, Franța) a fost un actor francez, scenarist și regizor de film. Între 1951 și 1994 a jucat în 37 de filme. A apărut în filmul Les aventures d'Arsène Lupin (1957), care a fost prezentat la  a 7-a ediție a Festivalului International de Film de la Berlin.

## Filmografie

### Regizor
- 1960 : Ravissante
- 1960 : La Brune que voilà
- 1973 : Mais où est donc passée la septième compagnie ? (Unde a dispărut compania a șaptea?)
- 1974 : Impossible... pas français
- 1975 : On a retrouvé la septième compagnie (S-a regăsit compania a șaptea)
- 1975 : Opération Lady Marlène
- 1977 : La Septième Compagnie au clair de lune (Compania a șaptea sub clar de lună)

### Actor

#### Filme cinematografice
- 1951 : Le Roi des camelots regizat de André Berthomieu : Robert
- 1951 : Le Don d'Adèle regizat de Émile Couzinet : Lui-même
- 1951 : Au fil des ondes de Pierre Gautherin
- 1951 : Chacun son tour regizat de André Berthomieu : Robert Montfort
- 1952 : Allô... je t'aime regizat de André Berthomieu : Pierre Palette
- 1953 : Lettre ouverte regizat de Alex Joffé : Martial Simonet
- 1953 : Pattes de velours (L'incantevole nemica) de Claudio Gora : Roberto Mancini
- 1953 : Virgile de Carlo Rim : François Virgile
- 1954 : Escalier de service de Carlo Rim : François Berthier
- 1954 : Tata, mama, bona și eu de Jean-Paul Le Chanois : Robert Langlois
- 1955 : Village magique de Jean-Paul Le Chanois : Robert
- 1955 : Si Paris nous était conté de Sacha Guitry : Latude
- 1956 : Papa, maman, ma femme et moi de Jean-Paul Le Chanois : Robert Langlois
- 1956 : Rencontre à Paris de Georges Lampin : Maurice Legrand
- 1956 : Une fée… pas comme les autres de Jean Tourane : Le narrateur
- 1957 : L'amour est en jeu de Marc Allégret : Robert Fayard
- 1957 : Les Aventures d'Arsène Lupin de Jacques Becker : Arsène Lupin
- 1958 : La Vie à deux de Clément Duhour : Thierry Raval
- 1959 : Signé Arsène Lupin regizat de Yves Robert : Arsène Lupin
- 1960 : La Française et l'Amour La Femme seule de Jean-Paul Le Chanois : Désiré
- 1960 : Ravissante de Robert Lamoureux : Thierry
- 1960 : La Brune que voilà de Robert Lamoureux : Germain
- 1973 : Unde a dispărut compania a șaptea? de Robert Lamoureux : Colonel Blanchet
- 1974 : Impossible... pas français de Robert Lamoureux : Le jardinier
- 1975 : A fost regăsită compania a 7-a! de Robert Lamoureux : Colonel Blanchet
- 1975 : Opération Lady Marlène de Robert Lamoureux : Le général
- 1977 : L'Apprenti salaud de Michel Deville : Antoine Chapelot
- 1977 :  Compania a 7-a sub clar de lună de Robert L'amoureux : Colonel Blanchet
- 1991 : Le Jour des rois de Marie-Claude Treilhou : Albert

#### Televiziune
- 1970-1971 : Au théâtre ce soir (serial TV) : Frédéric / Germain Vignon / Commissaire Pellizari
- 1975 : Ne coupez pas mes arbres (film TV) : Sir William Belmont
- 1981 : Le charlatan (film TV) : Albert Montagneux
- 1983 : Emmenez-moi au théâtre: La soupière (film TV) : Oncle Alphonse
- 1984 : Diable d'homme! (film TV) : Lauret-Bayoux
- 1986 : Maguy (serial TV) : Albert
- 1986 : Le dindon (film TV) : Pontagnac
- 1989 : La taupe (film TV) : Colonel Archambault
- 1992 et 1994 : La guerre des privés (serial TV) : De Lambrolle
- 1994 : L'amour foot (film TV) : Le maire